# Nepenthes macrophylla
Nepenthes macrophylla ist eine fleischfressende Pflanze aus der Gattung der Kannenpflanzen (Nepenthes). Sie wurde ursprünglich als Nepenthes edwardsiana ssp. macrophylla 1987 von Johannes Marabini beschrieben. 1997 erhoben Jebb & Cheek die Subspezies in den Artstatus.

## Beschreibung

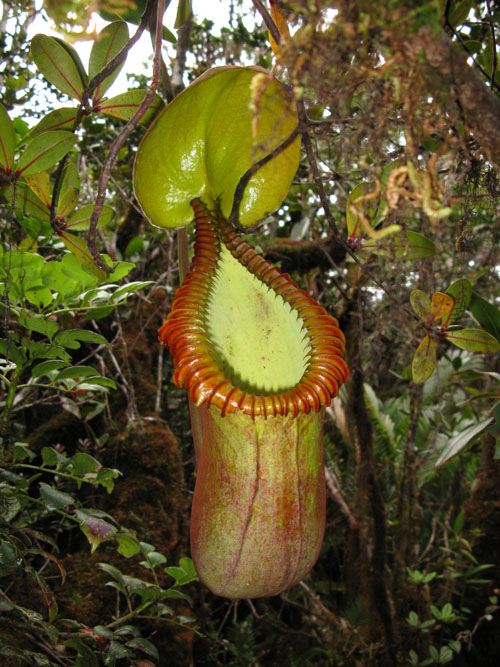

Nepenthes macrophylla ist der Sektion von Nepenthes villosa und N. edwardsiana zuzuordnen, d. h. die Charakteristika sind sehr ähnlich: stark geripptes Peristom (Kragen), ovaler Deckel, Flügelleiste usw. In der Natur werden die Pflanzen bis 15 m lang, wobei die Triebe immer wieder im stark wuchernden Moos vergraben werden und Seitentriebe bilden.

## Verbreitung
Die Art wächst endemisch auf dem 2600 m NN hohen Mt. Trus Madi im nördlichen Borneo.

## Nachweise
- Nepenthes macrophylla in der Roten Liste gefährdeter Arten der IUCN 2006. Eingestellt von: Clarke et al, 2000. Abgerufen am 11. Mai 2006.